# Contea di Gulf
La contea di Gulf (in inglese Gulf County) è una contea della Florida, negli Stati Uniti. Il suo capoluogo amministrativo è Port St. Joe.

## Geografia fisica
La contea si trova nella parte settentrionale dello Stato e si affaccia a sud-ovest sul Golfo del Messico. La contea ha un'area di 1.928 km² di cui il 25,52% è ricoperto d'acqua. La contea è prevalentemente rurale.

### Contee confinanti
- Contea di Calhoun - nord
- Contea di Liberty - nord-est
- Contea di Franklin - sud-est
- Contea di Bay - nord-ovest

### Fuso orario
La contea di Gulf è una delle poche contee degli Stati Uniti a trovarsi in due fusi orari, in questo caso Eastern e Central.

## Storia
La contea di Gulf fu creata nel 1925 e fu chiamata così perché si affaccia sul Golfo del Messico. Le popolazioni indigene costiere abitavano quest’area quando, agli inizi del 1700, gli esploratori spagnoli gettarono l’ancora a Cape San Blas. Nel 1822, i coloni, riconoscendo il potenziale del fiume Apalachicola come sbocco commerciale per gli stati produttori di cotone, fondarono la città di Apalachicola. Poco dopo, nel 1835, fu fondata St. Joseph (l’antico nome di Port St. Joe). Nel 1837 St. Joseph prosperava come la città più grande del Territorio della Florida, con una popolazione stimata di circa 11.000 abitanti. Fu qui che 56 delegati si riunirono per redigere la costituzione che avrebbe permesso alla Florida di diventare uno Stato. Port St. Joe è ancora oggi soprannominata “Constitution City”.

## Comuni
- Port St. Joe (capoluogo) - city
- Wewahitchka - city

## Politica
| Anno | Repubblicani | Democratici | Altri |
| ---- | ------------ | ----------- | ----- |
| 2004 | 66%          | 33,1%       | 0,9%  |
| 2000 | 57,8%        | 39%         | 3,2%  |
| 1996 | 40,6%        | 41,4%       | 18%   |
| 1992 | 45,3%        | 33,1%       | 21,6% |
| 1988 | 62,4%        | 34,6%       | 3%    |